# Gino Barbieri

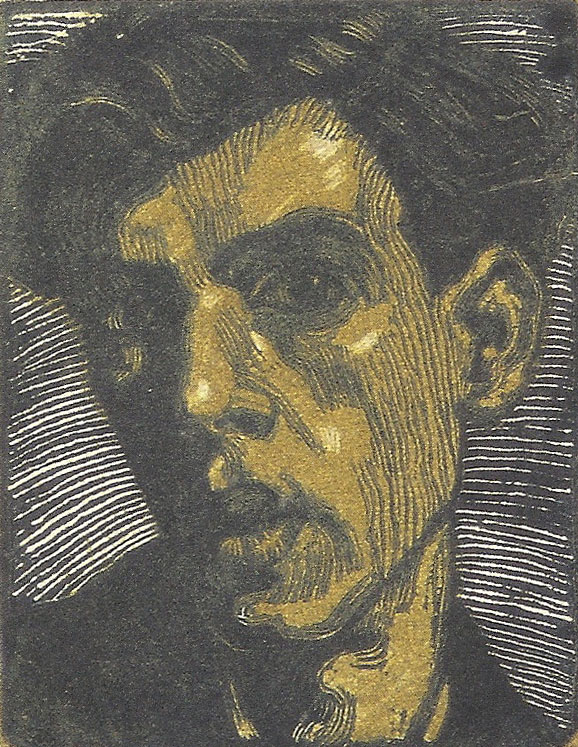
Gino Barbieri, autoritratto, 1912, xilografia a due colori, cm 9,5x7,5

Luigi Giovanni “Gino” Barbieri (Cesena, 26 novembre 1885 – monte Zomo, fronte di guerra, 17 novembre 1917) è stato un incisore e pittore italiano.

## Biografia
Si forma all'Accademia di belle arti di Firenze dove è stato allievo di De Carolis, con cui collabora all'esecuzione degli affreschi del Palazzo del Podestà di Bologna.
Accanto all'attività di pittura, si dedica anche all'illustrazione e soprattutto all'incisione (xilografia e acquaforte).
Agli esordi il suo primo stile pittorico è vicino al naturalismo ottocentesco e alla pittura di "macchia". Più tardi arriva a fondere il naturalismo con il simbolismo e la sua tecnica si avvicina al divisionismo.
Nel primo decennio del XX secolo collabora alla nuova rivista L'Eroica; se ne allontana in occasione della Secessione degli xilografi.

Nel 1914 espone alla Biennale di Venezia nella sala dedicata alla xilografia e a Lipsia all'Esposizione del libro e dell'Arte Grafica.
Illustra anche le edizioni di opere di Pascoli e di D'Annunzio, che aveva conosciuto a Venezia dove era soldato durante la prima guerra mondiale, e del quale esegue un ritratto a xilografia.
Nei mesi antecedenti all'entrata in guerra dell'Italia nel maggio del 1915, il clima patriottico e nazionalista che si poteva respirare negli ambienti della borghesia fiorentina di quel periodo coinvolse anche Gino Barbieri che, quindi, si pone su posizioni interventiste per poi partire volontario.
Nel settembre del 1915 è inviato a Malamocco, successivamente giunge al Lido di Venezia per poi essere assegnato al 77º Reggimento fanteria "Lupi di Toscana" della Brigata Toscana e raggiunge il fronte dell'Isonzo. Qui l'artista realizza importanti xilografie cambiando stile rispetto a quello che aveva fatto fino a quel momento.
Tenente, cadde alle Melette di Gallio, sul Monte Zomo, durante un assalto alla trincea nemica nel 1917.
(Testimonianza del tenente Michele Campana)

## Stile
Fin dai suoi esordi mostra di essere uno xilografo di talento tanto che nel 1911 debutta su “L'eroica”, rivista di Ettore Cozzani e Franco Oliva, per la quale realizza varie copertine e tavole.

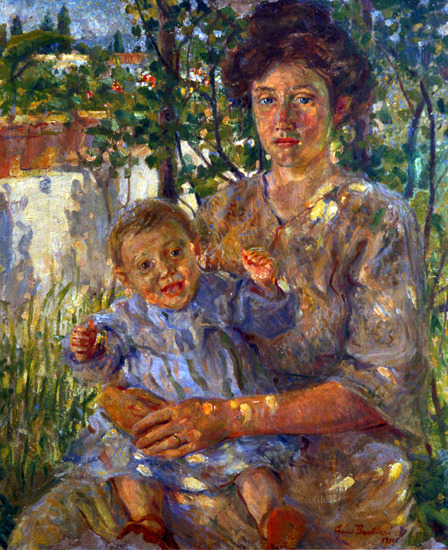
G.Barbieri, Madre con bambino, olio, 1900
Pinacoteca comunale di Cesena

L'influenza di De Carolis, artista dal gusto preraffaellita e personalissimo, emerge notevolmente nelle opere di Barbieri di questi anni. L'incisore cesenate infatti imposta il suo viaggio xilografico su due vie parallele: da un lato continua a produrre legni per l'editoria, monocromi di piccole dimensioni molto elaborati, in un alternarsi di opere dal gusto epico-mitologico con altre permeate di pungente sarcasmo; dall'altro sviluppa la ricerca sulla xilografia policroma, quasi esclusivamente rivolta al ritratto sino a diventarne insuperato maestro.
Durante il periodo bellico si potrebbe supporre un naturale proseguimento del viaggio artistico intrapreso fino a quel momento, invece nelle opere incise dall'arruolamento in poi affronta un percorso nuovo lasciandosi alle spalle il mondo onirico e ironico delle ultime xilografie, l'eleganza e la raffinatezza dei ritratti e la xilografia policroma. Il suo lavoro xilografico sulla vita di guerra si presenta a noi come un dettagliato reportage.
In  mare nostro, per esempio emerge la coralità dell’azione collettiva espressa con maestosa compostezza. Quei marinai vengono da lontano e hanno girato molto. La placida maestà delle forme suggerisce la guerra come l’avevano vista i Fiamminghi, secoli addietro. Oltre il primo piano il mare pullula di navi e, contro le nuvole che chiudono la scena, si levano i fumi delle ciminiere e quello delle cannonate. I nostri eseguono le operazioni di carico dell’obice senza alcuna frenesia e senza tradire spavento: sono uomini che pare stiano facendo la cosa più normale del mondo, quasi fossero intenti alla pesca. È ipotizzabile che quella che a prima vista era una maestosità, meglio si definisca come passività, un cupo soggiacere dell’uomo al fine. Quei volti stanno dentro il loro presente senza alcuna domanda, neanche quella di senso rispetto al loro destino. A ciò aderisce l’artista con straordinaria sensibilità, partecipando ad una condizione che nega qualsivoglia fremito dell’io.

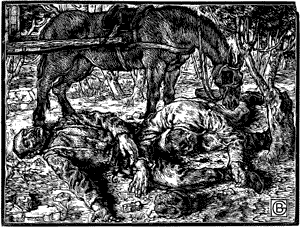
Il superstite- xilografia realizzata dall'Autore durante la Prima Guerra mondiale

Nelle opere realizzate dall'Autore nel protrarsi della guerra (per esempio Avanti per la patria!, Il Piantone, Soldato stanco, Il Rancio, Messa In Trincea, Lo spidocchiamento, L’Accampamento, In Trincea per l’Offesa, Tregua, Il Superstite..) il segno diventa ancora più frenetico, si avverte sempre più l’urgenza nel segno inciso, molto spesso i solchi sono strappati, fatti con una sgorbia sdentata, quasi non potesse permettersi di perdere tempo ad affilarla. Eppure tutte le immagini rimarranno sino alla fine ricchissime di particolari, con quell’indugiare sul dettaglio che accentua la crudezza e la veridicità della scena raffigurata e che nell’ultimo periodo al fronte, in trincea, assumeranno caratteristiche di straziante drammaticità. Barbieri in guerra lavora su tavole di grandi dimensioni solo con l’uso delle sgorbie. Esaminando i legni originali, ampi e sovente molto sottili, sembra di avere tra le mani una sorta di lavagna, leggera e maneggevole, da appoggiare sulle ginocchia per eseguire l’intaglio non appena se ne presenti l’occasione. La maggior parte poi di questi legni è incisa su entrambi i piatti. Tutte le xilografie di guerra hanno un segno freschissimo, morbido e agitato, come se fossero pennellate piuttosto che solchi su una tavola di legno. Il disegno è mosso, serpentinato, in continua ricerca del dettaglio espressivo: una mano che s’aggrappa alla gamba su cui si appoggia, la piega di una bocca deforma l’intera postura del corpo, scarpe abnormi e sformate concentrano tutta la tensione di un movimento. Se non è plausibile pensare che l’arrivo in Laguna sia stato per lui un trauma tale da giustificarne una così profonda e repentina mutazione, allora è lecito supporre che in Barbieri si era già consumata una profonda crisi: che fosse artistica, di ideali o di entrambe ci è dato solo immaginarlo. Crisi che dopo due anni di vita militare ha portato il preraffaellita sognante, il simbolista giocoso ad acquisire una dimensione tragica del rapporto tra l’uomo e la vita, delle condizioni di questa nelle trincee e negli assalti, negli abbandoni alla stanchezza, alla noia della costrizione, al dolore per gli amici e i compagni caduti.